# بادي نابير
بادي نابير (بالإنجليزية: Buddy Napier)‏ هو لاعب كرة قاعدة أمريكي، ولد في 18 ديسمبر 1889 في بيرومفيل في الولايات المتحدة، وتوفي في 29 مارس 1968 في هاتشينز في الولايات المتحدة.

## وصلات خارجية
- بادي نابير على موقعبيزبول رفرنس.كوم (الدوري الرئيسي) (الإنجليزية)
- بادي نابير على موقعبيزبول رفرنس.كوم (الدوري الثانوي) (الإنجليزية)